# Бинг (ТВ серија)
Бинг је дјечија анимирана телевизијска серија заснована на књигама Теда Девана и продуцирана од стране Acamar Films. Серија прати трогодишњег антропоморфног зечића Бинга и његове свакодневне проблеме. Емитовала се на каналу CBeebies у Уједињеном Краљевству и Ирској и S4C на велшком језику. У јануару 2024, Acamar Films је објавио да је Бинг имао више од милијарду прегледа на BBC iPlayer.  Италијанска RAI телевизија је премијерно приказивала ову серију 2018. године на својој Rai Yoyo платформи. У Сједињеним Америчким Државама серија је приказивана у блоку Cartoonito у септембру 2021. на Cartoon Network, са америчком синхронизацијом која је замијенила оригиналне британске гласове. Бинг је премијерно приказан у Француској на каналу France 5 у јануару 2023.  Бинг је приказиван или се приказује у 130 земаља, а доступан је и на YouTube у мрежи од 25 локализованих канала.  Серија Бинг је добила бројна признања и награде укључујучи награду Еми за дјецу и награду Удружења писаца.

## Заплет
Свака епизода почиње тако што Флоп каже "Иза угла, тик до вас..." и шта год да Бинг ради на почетку епизоде. На крају, Бинг сумира оно шта се десило и шта је научио у епизоди, а Флоп интонира „То је Бинг фора“.

## Ликови
- Бинг  је главни протагониста серије. Бинг је трогодишњи црни антропоморфни зека. Он је весео, живахан, осетљив, стидљив и плачљив. Воли пјевуши, звижди, да се претвара и да открива нове ствари и обожава шаргарепу. Његова омиљена играчка је Хопси Вуш, зец суперхерој. Бинг носи зелену кошуљу, кариране црвено-црне хлаче трегерице и црно-бијеле патике. Када жели да опише нешто јако добро за јело, каже „ мммм изврсно је“. Љеворук је.
- Флоп  је Бингов његоватељ, који Бинга води кроз његов живот малишана, забавља га и умирује када се Бинг суочи са проблемом. Он је наранџаста крпена лутка у облику кикирикија. Присутан је у свакој епизоди. На крају сваке епизоде он каже ...то је Бинг фора!, желећи да позове сву дјецу да верују у себе, јер ће, као и Бинг, како одрастају, моћи да се суоче са сваким изазовом, било малим или великим.
- Сула је смеђи, женски антропоморфни слон. Има четири године и једна је од Бингових најбољих пријатељица. Носи розе и жуту хаљину са панталонама, жарко розе чарапе и златне свјетлуцаве ципеле. Њена омиљена играчка је вилински коњ Хипоти, нилски коњ обучен као вила. Она је радосна, слатка, осетљива и помало неспретна. Плаши се гласних звукова попут ватромета, али воли сјајне, сјајне ствари, виле и магију.
- Ама је Сулин старатељ. Ама води јаслице који главни протагонисти похађају и кафић у парку. Ама је ниско створење налик слону, плаве коже и такође се претпоставља да је плишана играчка слона.
- Пандо је антропоморфни мужјак панде који је, уз Сулу, Бингов најбољи пријатељ. Има око три године и живи поред Бинга. Хопси Вуш му је такође омиљена играчка. Носи бијелу мајицу, патике и жути шортс, које увијек на крају скине и остане у доњем вешу.
- Пеџет је Пандов старатељ. Паџет води продавницу на углу у близини мјеста гдје Бинг живи. Она је ниско створење свијетлозелене коже, за које се такође претпоставља да је плишана играчка. Она је Симпатична је и весела и има мачку по имену Арло. Често се може видјети како џогира или вози свој препознатљиви ауто на три точка.
- Коко  је Бингова рођака. Она је антропоморфна бијела зечица смеђих очију. Има 10 година и млађег брата Чарлија. Најстарији је дјечији лик у серији. Воли љубичасту боју и бубамаре. Слатка је, осјетљива и весела, али прије свега одговорна и стрпљива са млађом дјецом око ње. Она много воли Бинга и свог брата Чарлија. Обожава музику и воли да пјева и игра, али и да учи друге малишане. Увијек носи мајицу са црвеном бубамаром, кратку љубичасту сукњу, бијеле чарапе са шареним тачкама, розе ципеле и љубичасти дукс. На ушима има и везице за косу у које су забодене оловке и бојице. Њене омиљене играчке су Дугине мишице, седам пластичних мишева различитих боја. Многе своје ствари је дала Бингу.
- Чарли је бијели антропоморфни зечић који је Коков једногодишњи млађи брат и Бингов рођак који не може да прича. Чарли све ставља у уста, а остали кажу: "Не жваћи то, Чарли!" Увијек носи жуте хлаче трегерице са шаргарепом. Његова омиљена играчка је меки црвени зечић који производи звукове и зове се Сквики. Пошто је новорођенче, још не може да хода.
- Моли је Коко и Чарлијева старатељица. Ради као љекар и увијек је заузета па се ријетко појављује у серији. Због свог посла често оставља Коко и Чарлија у Флоповој и Бинговој кући. То је мало створење црвене коже, носи наочаре и бијели мантил. Вози сиви ауто. Није јасно о којој се животињи ради.
- Ники  је мали смеђи слон и Сулин мали рођак. Веома је мали и носи наочаре. Носи наранџасту кошуљу и плави комбинезон и први пут се појављује у другој сезони. Има 2 године и много воли Сулу.

## Настанак
Бинг је заснован на серији књига Зека Бинг, коју је написао и илустровао Тед Деван. Acamar Films је стекао права на Зеку Бинга и продуцирао програм у сарадњи са Brown Bag Films и Tandem Films. Извршни директор Acamar Films, Микел Шилдс одабрао је Бинга јер је вјеровао да приче унутар Бинга имају потенцијал да подрже малу дјецу и помогну им да развију доживотну отпорност. Серија је развијена за CBeebies иако су се почетне епизоде могле гледати на MIPTV Media Market. У продукцију серије били су укључени 23 спољна писца, 5 интерних писаца, 3 монтесори учитеља, амерички едукатори и стручњаци за развој енглеског језика.